# Nadia Comăneci
Nadia Elena Comăneci (phát âm tiếng Romania: [ˈnadi.a koməˈnet͡ʃʲ] ⓘ; sinh 12 Tháng 11 năm 1961) là một cựu vận động viên thể dục dụng cụ người Rumani, đoạt ba huy chương vàng Olympic ở Thế vận hội Mùa hè 1976 ở Montreal và là vận động viên thể dục nữ đầu tiên được trao tặng điểm 10 hoàn hảo  trong một sự kiện thể dục Olympic. Bà cũng giành được hai huy chương vàng tại Thế vận hội Mùa hè 1980 ở Moscow. Bà là một trong những vận động viên thể dục dụng cụ nổi tiếng nhất trên thế giới. Năm 2000 Comăneci được coi là một trong những vận động viên của thế kỷ bởi Học viện thể thao thế giới Laureus.